# Commission Gomery
Pour les articles homonymes, voir Gomery.
La Commission d'enquête sur le programme de commandites et les activités publicitaires, appelée couramment commission Gomery du nom de son président, le juge québécois John Gomery, est une commission d'enquête canadienne créée en 2004 chargée de faire la lumière sur le scandale des commandites.
Le scandale des commandites désigne les tentatives, de 1997 à 2003, du Parti libéral du Canada, alors au pouvoir, de promouvoir à grands frais les avantages de rester lié avec le Canada auprès des Québécois et le détournement de fonds publics qui les ont accompagnées. [réf. nécessaire]
Ces manœuvres étaient destinées à prévenir un vote favorable des Québécois pour la souveraineté du Québec, et ont été faites avec l'argent du gouvernement du Canada. Étant surtout un programme publicitaire au départ, des agences de publicité ont reçu des sommes importantes, 332 millions CAD en date du 25 mai 2005, de la part du gouvernement du Canada. Elles en ont profité pour facturer des montants trop élevés à de multiples reprises.
À la suite de la démission du premier ministre Jean Chrétien à l'automne 2003, son successeur, Paul Martin, a créé la commission Gomery pour déterminer les responsables à l'origine du scandale. Le Bloc québécois et le Parti conservateur du Canada tenteront de renverser le gouvernement à la suite de ce scandale, mais n'y parviendront pas avant novembre 2005, car le Parti libéral avait réussi à obtenir l'appui du Nouveau Parti démocratique sous promesses d'effectuer certaines réformes aux programmes touchant l'environnement.

## La commission
La commission Gomery, sous juridiction fédérale, est dotée de pouvoirs inquisitoires, contrairement à une cour de justice, animée par un débat contradictoire entre les parties. Le juge John Gomery qui préside la commission, appelle à témoigner différentes personnes, sur demande des avocats des parties reconnues et des procureurs de la Commission. Une commission d'enquête ne détermine aucune responsabilité civile ou criminelle. Elle établit des faits et soumets des recommandations.
Le scandale des commandites implique des hommes politiques fédéraux et des agences de publicité qui sont tous québécois, mais a un impact sur l'ensemble des finances du pays. D'énormes sommes d'argent ont été fournies par le gouvernement du Canada, sans vérifications et autorisations préalables. La commission tente de déterminer qui a prélevé ces montants, qui en a profité et qui a servi d'intermédiaire. L'opération impliquant toutes ces personnes (physiques et morales) est souvent appelée le « programme de commandites » par la presse.
La plupart des acteurs provenant du Québec, la commission effectue la plupart de ses travaux à Montréal. À plusieurs reprises, des témoins ont tenté de faire invalider les travaux de la commission, mais la Cour fédérale du Canada a rejeté leur demande. L'incidence des révélations faites devant la commission est notablement plus élevée au Québec qu'ailleurs au Canada.
Le peu de résultats obtenus à la suite des témoignages laconiques de deux importants rouages du système, Jean Lafleur et Charles Guité, lui avait fait perdre beaucoup de son crédit dans l'opinion québécoise. Cette tendance s'est inversée après le passage de plusieurs témoins qui en avaient long à dévoiler, surtout Jean Brault, président de Groupaction, une société de publicité impliquée dans le scandale.
Le 24 mai 2005, le journal ontarien Ottawa Citizen dénonce la mise sur pied d'un bureau de surveillance, au profit du Parti libéral du Canada, des « effets des révélations de la commission Gomery » . Les frais d'exploitation d'un tel bureau sont de 500 000 CAD par année.
Le 30 mai 2005, selon le journal La Presse, « ... le gouvernement de Paul Martin a signé avec les avocats de Jean Chrétien un accord secret qui reconnaît à l'ancien premier ministre le droit de s'attaquer à nouveau en Cour fédérale à la partialité du commissaire John Gomery, qui préside l'enquête sur le scandale des commandites ».
Le 6 juillet 2005, l'Institut Fraser publie un rapport sur le scandale. D'après le rapport, « il ne s’agissait pas seulement d’une opération malhonnête, mais plutôt d’un système consistant à faire passer l’argent des contribuables dans des mains privées en restant proche du gouvernement actuel ». « L’étude montre également l’existence de certains conflits d’intérêts dans les relations financières entre le Parti libéral et un certain nombre d’organismes, comprenant la GRC, le Bureau du Conseil privé et les deux plus grandes agences de publicité du gouvernement fédéral, dont il n’a pas encore été correctement fait état dans les médias ».
17 juin 2005 : Dernière journée d'audience.
En mars 2006, il est révélé que le total des frais judiciaires à payer par le trésor public s'élèvera à environ 14 millions CAD pour l'ensemble de la procédure. Par exemple, les avocats de Jean Chrétien, Jean Pelletier et Jean Carle ont facturé environ 1,3 million CAD. Le coût total de la commission est évaluée à environ 35 millions CAD ().

## Personnes auditionnées ou impliquées

### Gouvernement du Canada
L'argent provenait du gouvernement du Canada et plusieurs responsables devaient autoriser les sorties.
- Jean Chrétien, premier ministre du Canada
- Paul Martin, premier ministre du Canada, et ministre des Finances à l'époque où Jean Chrétien était premier ministre
- Alfonso Gagliano, ministre des Travaux publics, lequel alimentait différentes allocations de dépenses liées au programme[5].
- Don Boudria, ministre des Travaux publics de janvier à mai 2002[5].
- Ralph Goodale, ministre des Travaux publics à partir de mai 2002[5].
- Charles Guité, haut fonctionnaire responsable du programme des commandites et président d'une firme de publicité, Oro Communication[6]
- Pierre Tremblay, haut fonctionnaire qui succéda à Charles Guité[7]
- Jean Pelletier, chef de cabinet de Jean Chrétien
- Denis Coderre, Parti libéral du Canada

### Partis politiques
L'argent était distribué par des intermédiaires, certains œuvrant pour le Parti libéral du Canada.
- Joe Morselli, officier des finances agissant tant pour le Parti libéral du Canada que pour le Parti libéral du Québec[8]
- Louis Pichette, organisateur politique du Parti libéral du Canada[6]
- Benoît Corbeil, directeur général du Parti libéral du Canada, section Québec[9]
- Michel Béliveau, président du Parti libéral du Canada, section Québec, de 1996 à 1998 et organisateur de Jean Chrétien dans la circonscription de Saint-Maurice[5]
- Daniel Dezainde, directeur général du Parti libéral du Canada, section Québec, de 2001 à 2003[5]
- Françoise Patry, présidente du Parti libéral du Canada, section Québec[7]

### Publicitaires
Les sommes investies dans ce programme ont servi essentiellement à payer plusieurs contrats établies par des agences de publicité. Les présidents de ces agences ont été parmi les présidents d'agences qui ont, à un moment ou un autre, témoigné devant la commission.
- Jean Brault, président de Groupaction
- Jean Lafleur, président de Lafleur Communications Marketing
- Yves Gougoux, président de BCP
- John Parisella, directeur du PLQ de 1986 à 1988 et chef de cabinet de Robert Bourassa de 1988 à 1994, président de BCP qui a succédé à Yves Gougoux.
- Claude Boulay, président du Groupe Everest[6]
- Paul Coffin, président de Communications Coffin[10]
- Jacques Corriveau, président de Pluri Design[11]
- Gilles-André Gosselin, président de Gosselin Communications[12]
- John Hayter, président de Vickers & Benson[13]
- Luc Lemay, président de Polygone/Expour[14]

### Procureurs de la commission et avocats des partis reconnus
- Guy Cournoyer, procureur de la commission
- Neil Finkelstein, procureur de la commission
- Bernard Roy, procureur en chef de la commission
- David Scott, Peter K. Doody et Jean-Sébastien Gallant, avocat de Jean Chrétien[15]
- Guy J. Pratte et Stéphane Chatigny, avocats de Jean Pelletier
- Pierre Fournier, avocat d'Alfonso Gagliano
- John Gomery, juge et responsable de la commission d'enquête
- Sylvain Lussier, avocat du gouvernement du Canada
- Chantal Masse, avocate de la Chambre des communes du Canada
- Doug Mitchell, avocat du Parti libéral du Canada
- Lorne Morphy, avocat du juge Gomery
- Renault Lortie, avocat procureur de la commission

### Autres participants
Pour alimenter ses recherches, la commission fait appel à divers groupes pour réaliser des mandats précis.
- GRC, corps policier qui agit sur le territoire du Canada
- Kroll, Lindquist et Avey, agence de comptabilité qui vérifie les comptes publics
- Daniel Leblanc

## Rapports

### Premier rapport
La vérificatrice générale du Canada a produit un rapport en novembre 2003, rendu public en février 2004. C'est à la suite de ce rapport que le gouvernement Martin a annoncé la commission Gomery. Une première analyse a été publiée dès avril 2004, il s'agit du scandale des commandites: un crime d'État. On y présente une chronologie détaillée des faits et une présentation des lois qui ont été violées. L'implication des politiciens explique le fait que l'on puisse conclure à un crime d'État.
Le premier rapport émis le 1er novembre 2005 par le juge Gomery blâme fortement l'ancien premier ministre du Canada, Jean Chrétien, pour sa participation. Le rapport conclut à une ingérence politique de la garde rapprochée de Jean Chrétien dans la gestion du programme. Selon Gomery, le programme a servi à alimenter un système complexe de pots-de-vin profitant au Parti libéral du Canada. Également, le chef de cabinet Jean Pelletier, Alfonso Gagliano, Charles Guité, Jacques Corriveau, ainsi que plusieurs hauts fonctionnaires, dirigeants d'agences de publicité, ainsi que d'autres organisateurs libéraux sont pointés du doigt.
L'ancien premier ministre du Canada, Paul Martin, a été exonéré de tout blâme.